# Velîkosilkî, Kameanka-Buzka
Velîkosilkî (în ucraineană Великосілки) este localitatea de reședință a comunei Velîkosilkî din raionul Kameanka-Buzka, regiunea Liov, Ucraina.

## Demografie
Componența lingvistică a localității Velîkosilkî
     Ucraineană (99,79%)
     Alte limbi (0,14%)
Conform recensământului din 2001, majoritatea populației localității Velîkosilkî era vorbitoare de ucraineană (99,79%), existând în minoritate și vorbitori de alte limbi.